# Ameuvelle
Ameuvelle és un municipi francès, situat al departament dels Vosges i a la regió del Gran Est. L'any 2007 tenia 68 habitants.

## Demografia

### Població
El 2007 la població de fet d'Ameuvelle era de 68 persones. Hi havia 28 famílies, de les quals 8 eren unipersonals (4 homes vivint sols i 4 dones vivint soles), 12 parelles sense fills i 8 parelles amb fills.
La població ha evolucionat segons el següent gràfic:
Habitants censats

### Habitatges
El 2007 hi havia 40 habitatges, 28 eren l'habitatge principal de la família, 6 eren segones residències i 6 estaven desocupats. Tots els 40 habitatges eren cases. Dels 28 habitatges principals, 27 estaven ocupats pels seus propietaris i 1 estava cedit a títol gratuït; 1 tenia dues cambres, 5 en tenien tres, 5 en tenien quatre i 17 en tenien cinc o més. 19 habitatges disposaven pel capbaix d'una plaça de pàrquing. A 12 habitatges hi havia un automòbil i a 11 n'hi havia dos o més.

## Economia
El 2007 la població en edat de treballar era de 44 persones, 33 eren actives i 11 eren inactives. De les 33 persones actives 32 estaven ocupades (16 homes i 16 dones) i 1 aturada (1 home). De les 11 persones inactives 4 estaven jubilades, 3 estaven estudiant i 4 estaven classificades com a «altres inactius».
Activitats econòmiques
L'any 2000 a Ameuvelle hi havia 12 explotacions agrícoles.

## Poblacions més properes
El següent diagrama mostra les poblacions més properes.